# Ladislav Hučko
Ladislav Hučko, né à Prešov (Tchécoslovaquie) le 6 février 1948 et mort le 14 janvier 2025 à Prague (Tchéquie), est de 2003 à 2025 l'exarque apostolique et primat de l'Église grecque-catholique tchèque,.

## Biographie
Ladislav Hučko est né à Prešov le 6 février 1948, du temps de la Tchécoslovaquie (désormais en Slovaquie). Il est ordonné prêtre le 30 mars 1996. 
Évêque titulaire d'Horaea (de), il est nommé exarque apostolique de l'Église grecque-catholique tchèque par le pape Jean-Paul II le 24 avril 2003.